# Ponte Ferroviária de Almonda
A Ponte Ferroviária de Almonda é uma ponte metálica da Linha do Norte sobre o Rio Almonda, junto a Golegã, em Portugal.

## História
Situa-se no troço entre Santarém e Entroncamento da Linha do Norte, que entrou ao serviço em 7 de Novembro de 1862.
Em 16 de Setembro de 1890, esta estrutura já tinha sido inspeccionada, para a sua futura adaptação à via dupla.